# Кібернетичний експеримент
Кібернети́чний експериме́нт полягає в тому, що вихідна система управління замінюється моделлю, яку потім і вивчають. Принципово моделювання полягає у створенні системи керування, ізоморфної або наближено ізоморфної даній, і в спостереженні за її функціонуванням.
Для реалізації кібернетичного експерименту часто застосовують імітаційне або комп'ютерне моделювання. При цьому основним принципом є принцип «чорного ящика». Кібернетичний принцип «чорного ящика» було запропоновано Н. Вінером. На відміну від аналітичного підходу, за якого моделюють внутрішню структуру системи, в методі «чорної ящика» моделюють зовнішнє функціонування системи. Таким чином, з точки зору експериментатора структуру системи (моделі) заховано в чорному ящику, що імітує лише поведінкові особливості системи.

## Інформаційні моделі
В кібернетичному експерименті досліджують інформаційні моделі, що розрізняються за типом запитів до них:
1. Моделювання відгуку системи на зовнішній вплив
2. Прогноз динаміки зміни системи
3. Оптимізація параметрів системи по відношенню до заданої функції цінності
4. Адаптивне управління системою

В найпростішому випадку, при моделюванні відгуку системи, приймемо що X — вектор, компонентами якого є деякі кількісні характеристики системи, а X' — вектор зовнішніх впливів. Тоді відгук системи може бути описано вектор-функцією F: Y = F(X, X'), де Y — вектор відгуку. Завданням кібернетичного експерименту (моделювання) є ідентифікація системи F, що полягає у знаходженні алгоритму або системи правил в загальній формі Z=G(X, X'). Тобто, знаходження асоціацій кожної пари векторів (X, X') з вектором Z таким чином, що Z і Y є близькими. При цьому інформаці́́йною моде́ллю систе́ми F називається відношення Z=G(X, X'), що відтворює в зазначеному сенсі функціонування системи F.

## Штучна нейронна мережа як вид інформаційної моделі
Штучні нейронні мережі є одним з підходів подання інформаційних моделей. Нейрону мережу може бути формально визначено як сукупність процесорних елементів (нейронів), що володіють локальним функціонуванням, і об'єднаних зв'язками (синапсами). Мережа приймає деякий вхідний сигнал із зовнішнього світу, і пропускає його крізь себе з перетвореннями в кожному процесорному елементі. Таким чином, в процесі проходження сигналу зв'язками мережі відбувається його обробка, результатом якої є певний вихідний сигнал. Таким чином нейронна мережа реалізовує функціональну відповідність між входом і виходом, і може слугувати інформаційною моделлю G системи F.